# 1369
1369 (MCCCLXIX) fue un año común comenzado en lunes del calendario juliano, en vigor en aquella fecha.

## Acontecimientos
- 22 de marzo: Batalla de Montiel donde Enrique de Trastámara venció a su hermanastro Pedro I de Castilla y luego lo asesinó mientras negociaban en el Castillo de Montiel accediendo al trono como Enrique II de Castilla.
- Junio: Comienza el sitio de Zamora, que se prolongó hasta el 25 de febrero de 1371.
- Fernando I de Portugal se corona como rey de Portugal.

## Nacimientos
- Diego Fernández de Quiñones, Señor de Luna.

## Fallecimientos
- 23 de marzo: Pedro I de Castilla, llamado 'El Cruel', rey castellano (n. 1334).
- 15 de agosto: Felipa de Henao, reina consorte inglesa (n. 1314).